# Order Kalākauy
Order Kalākauy (ang. Order of Kalākaua) – trzecie odznaczenie Królestwa Hawajów nadawane w latach 1875–1898.

## Historia
Order ustanowiony został 12 lutego 1874 z okazji koronacji króla Kalākauy I, statuty otrzymał 28 września 1875 i nosił imię swojego fundatora. Nadawany był głowom państw i dynastii panujących lub innym osobom jako nagroda za nadzwyczajną służbę. Podzielony został na cztery klasy:
- I klasa: Kawaler Krzyża Wielkiego (Knight Grand Cross),
- II klasa: Wielki Oficer (Grand Officer),
- III klasa: Kawaler Komandor (Knight Commander),
- IV klasa: Kawaler Towarzysz (Knight Companion)[2][3][4].

Liczba nadań była statutowo ograniczona do: I kl. – 12 osób, II kl. – 20 osób, III kl. – 30 osób, IV kl. – 60 osób.
Order został zlikwidowany jako odznaczenie państwowe po aneksji tzw. Republiki Hawajów przez Stany Zjednoczone w 1898 i odtąd pełni funkcję orderu domowego hawajskiej dynastii królewskiej.

## Wygląd
Odznaka orderowa ma kształt krzyża maltańskiego, emaliowanego na niebiesko z białymi krawędziami, z okrągłym medalionem środkowym na połączeniu ramion z „kāhili” (jeden z symboli królewskich) na niebieskim tle, otoczonym białym pierścieniem z napisem „KALAKAUA • FEBRUARY 12 TH 1874”. Na rewersie umieszczono na środku datę „1874” otoczoną rysunkiem wieńca laurowego i dewizą orderu „KEOLA” (tłum. życie wieczne). Pomiędzy ramionami umieszczono „pūloʻuloʻu” (symbol dawnej hawajskiej monarchii), a pod odznakę podłożono wieniec laurowy. Ruchoma zawieszka pomiędzy odznaką a wstęgą ma kształt hawajskiej korony. Krzyż, promienie pomiędzy ramionami, napisy oraz korona dla I-III kl. są pozłacane, a srebrne dla IV kl. Srebrna gwiazda orderowa dla I-II kl. jest ośmiopromienna, z odznaką orderu wewnątrz (wieniec II kl. jest srebrny). Wstęga orderowa jest niebieska dla I kl., a dla pozostałych klas – biała z czterema niebieskimi paskami. Krzyż Wielki przyznawany zwykle na wielkiej wstędze z gwiazdą, ale mógł zostać nadany także w wersji z łańcuchem. Wielki Oficer nosił odznakę na wstędze na szyi oraz gwiazdę na piersi. Komandor również, ale bez gwiazdy. Kawaler odznakę przypinał na wstążce do piersi.

## Odznaczeni
Krzyż Wielki otrzymali m.in.:

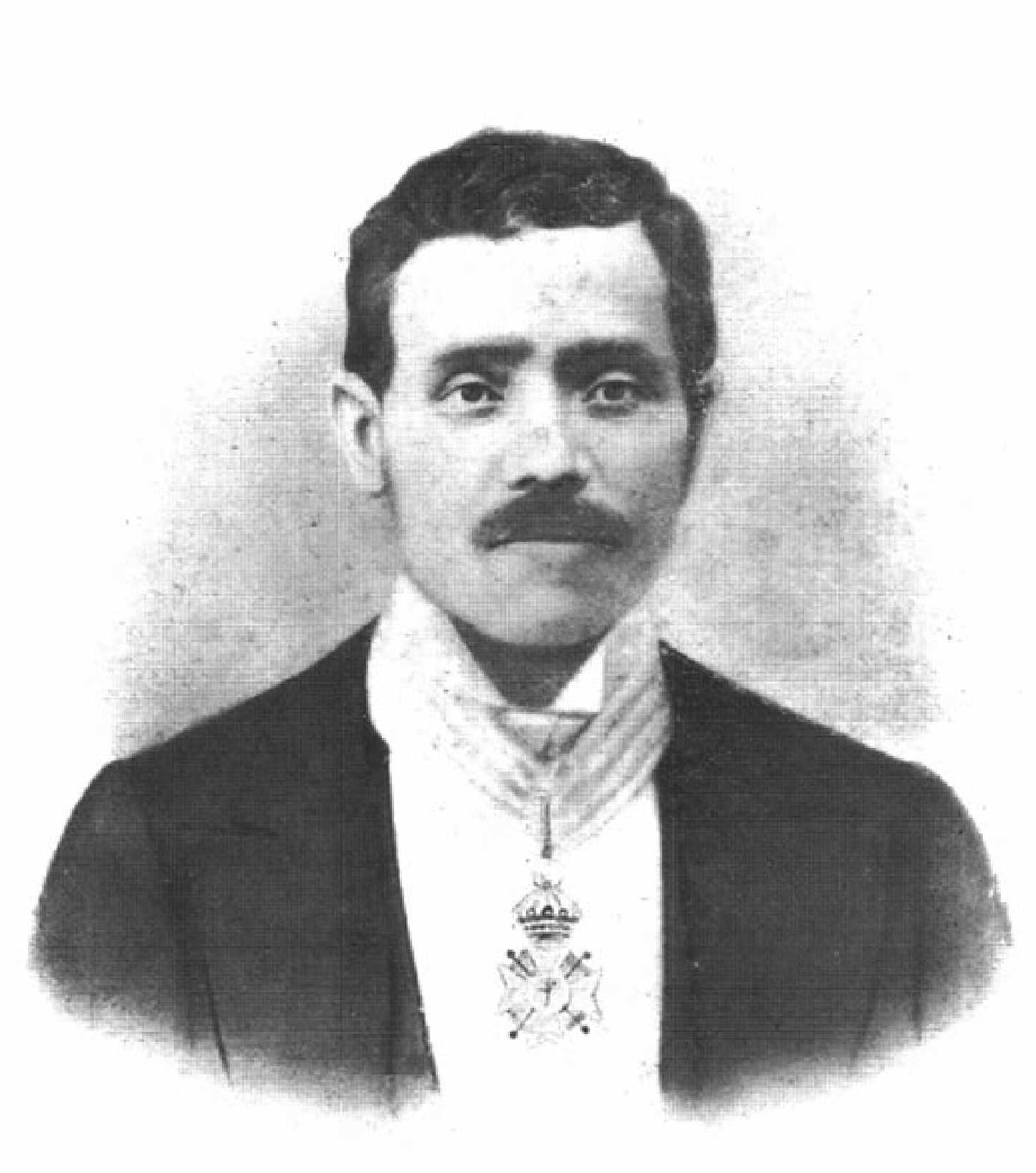
Hawajski minister spraw zagran. Joseph Nāwahī z komandorią orderu.

- 1878: austriacki cesarz Franciszek Józef I Habsburg
- 1878: wenezuelski prezydent Antonio Guzmán Blanco
- 1881: brytyjski książę Albert Edward Koburg (z łańcuchem)
- 1881: egipski i sudański kedyw Taufik Pasza
- 1881: tunezyjski bej Muhammad III as-Sadiq
- 1881: watykański kardynał Lodovico Jacobini
- 1881: watykański kardynał Edward Henry Howard
- 1881: pruski książę Wilhelm Hohenzollern
- 1881: pruski książę Fryderyk Karol Hohenzollern
- 1882: serbski król Milan I Obrenowić
- 1884: meksykański prezydent Manuel González
- 1884: meksykański prezydent José de la Cruz Porfirio Díaz Mori
- 1889: francuski prezydent Marie François Sadi Carnot